# Konrad Felber
Konrad Felber (* 16. Juni 1953 in Limbach-Oberfrohna) ist ein deutscher Politiker (FDP). Er war 1990 Abgeordneter der letzten Volkskammer sowie des Bundestages.

## Beruflicher Werdegang
Konrad Felber wurde 1953 als Sohn eines selbständigen Klempnermeisters in Limbach-Oberfrohna geboren. Nach dem Besuch der POS absolvierte er von 1970 bis 1972 eine Lehre als Klempner und Installateur. Nach dem anschließenden Grundwehrdienst besuchte Konrad Felber einen Meisterlehrgang in Karl-Marx-Stadt. Danach war er bis 1990 im elterlichen Klempner- und Installateurgeschäft als Klempnermeister tätig.
Nach seiner Abgeordnetentätigkeit leitete Konrad Felber von Januar 1991 bis 1995 die Außenstelle Chemnitz des Bundesbeauftragten für die Stasi-Unterlagen. Anschließend übernahm er den elterlichen Handwerksbetrieb, den er bis 1997 führte. Parallel dazu absolvierte Konrad Felber von 1995 bis 1998 ein berufsbegleitendes Studium der Betriebswirtschaft.
Im März 1997 wurde er Leiter der Außenstelle Erfurt des Bundesbeauftragten für die Stasi-Unterlagen. Seit September 1998 leitete er die Außenstelle in Dresden über 20 Jahre lang. Seine Nachfolge trat zum 1. April 2019 Cornelia Herold an.
Konrad Felber ist verheiratet und Vater eines Kindes.

## Politischer Werdegang
Felber engagierte sich ab Oktober 1989 im Neuen Forum. Im Dezember des gleichen Jahres wurde er einer der Mitbegründer der Deutschen Forumpartei und wenig später zu ihrem Bezirksvorsitzenden für den Bezirk Karl-Marx-Stadt gewählt. Zur Volkskammerwahl 1990 kandidierte Felber im Wahlkreis 08 (Bezirk Karl-Marx-Stadt) auf dem Listenplatz 2 für das Wahlbündnis Die Liberalen als DFP-Mitglied. Da das Wahlbündnis drei Mandate im Wahlbezirk gewann, wurde Felber Volkskammerabgeordneter. Dort arbeitete er im Ausschuss Deutsche Einheit, im Kontrollausschuss zur Auflösung des Ministeriums für Staatssicherheit und im zeitweiligen Prüfungsausschuss der Abgeordneten mit. Im August 1990 wurde er FDP-Mitglied, da sich die DFP der liberalen Partei anschloss. Felber gehörte zu den 144 Abgeordneten, die von der Volkskammer in den Bundestag wechselten. Er vertrat somit die FDP vom 3. Oktober bis zum 20. Dezember 1990 im Bundestag. Felber nahm in den 90er Jahren verschiedene Ehrenämter in der FDP wahr. So war er von 1991 bis 1993 FDP-Kreisvorsitzender des Kreisverbandes Chemnitzer Land, von 1992 bis 1995 Mitglied im FDP-Landesvorstand Sachsen und ab 1993 für einige Jahre Mitglied des FDP-Bundesvorstandes. Seit 1994 ist er zudem Stadtrat in Limbach-Oberfrohna, wo er die Fraktion führt. Darüber hinaus ist er stellvertretender Vorsitzender der Wilhelm-Külz-Stiftung in Dresden.
Felber kandidierte mehrfach zu verschiedenen Wahlen. So nahm er an allen bisherigen sächsischen Landtagswahlen teil. Als Direktbewerber blieb er dabei immer chancenlos, auf den Landeslisten bekam er immer einen hinteren Platz. Darüber hinaus kandidierte er 1990, 2005 und 2009 für den Deutschen Bundestag. Während er bei den beiden ersten Wahlen als Direktkandidat oder Listenbewerber aussichtslos abschnitt, verfehlte er 2009 ein Mandat knapp. Vier Listenbewerber der FDP erreichten ein Bundestagsmandat, Felber ging mit Listenplatz 6 leer aus. Auch bei den Landratswahlen für den Landkreis Mittelsachsen im Jahr 2008 scheiterte Felber mit einem einstelligen Ergebnis.

## Publikationen
- zur Aktion „Licht“, mit Maria Hiebsch, Holger Kulick: Stasi-Raubzug vor 50 Jahren (Memento vom 27. August 2016 im Internet Archive), in: Webpräsenz des BStU, 14. Februar 2012 (auch: Aktion „Licht“ – Der Stasi-Raubzug in den Banken der DDR).